# Melanoplus packardii
Melanoplus packardii är en insektsart som beskrevs av Scudder, S.H. 1878. Melanoplus packardii ingår i släktet Melanoplus och familjen gräshoppor.

## Underarter
Arten delas in i följande underarter:
- M. p. brooksi
- M. p. packardii